# 富仁镇
富仁镇，是中华人民共和国陕西省西安市周至縣下辖的一个乡镇级行政单位。
2015年，陕西省民政厅批复同意撤销辛家寨镇，并入富仁镇。

## 行政区划
富仁镇下辖以下地区：
辛家寨社区、恒洲村、五合村、渭友村、上三高村、下三高村、新建村、蔡家村、金家庄村、大中村、大东村、和平村、沙河村、高庙村、永流村、渭兴村、渭丰村、永丰村、建兴村、新农村、富仁村和富兴村。